# ナッソー襲撃 (1703年)
ナッソー襲撃（ナッソーしゅうげき、英語: Raid on Nassau）はスペイン継承戦争中の1703年10月に行われた、フランスとスペインの私人によるニュープロビデンス島への襲撃。襲撃はフランスとスペインの勝利に終わり、ナッソーが短期間占領された後に破壊された。ブラス・モレノ・デ・モンドラゴンとクロード・ル・シェネー率いるこの襲撃は英領バハマの首都ナッソーへの攻撃に集中、その占領はすぐに成功した。ナッソーは略奪された後、火が放たれた。ナッソーの要塞は解体され、イングランドのナッソー総督とイングランド兵は全員捕虜になった。翌年に就任した総督サー・エドワード・バーチ（Edward Birch）はほぼ廃墟と化したナッソーに取り乱し、数か月後に「委任状を開けることなく」帰国した。

## 襲撃
サンティアーゴ・デ・クーバとサン＝ドマング植民地の首脳部はナッソーを目の上のたん瘤と見なし、1703年10月にスペイン兵士とフランスのバッカニアをフリゲート2隻に乗せてナッソーへ派遣した。彼らはナッソーで100人以上を殺害、80から100人を捕虜にし、大砲22門を鹵獲、要塞を破壊した後、捕虜と拿捕した船13隻を戦利品としてサンティアーゴ・デ・クーバへ連れて戻った。捕虜にはナッソー総督のエリス・ライトウッドも含まれた。

## その後
イングランド人住民は危険が去るまで森に隠れたが、いざ戻ると島全体が廃墟と化したため、ほかの集落へ移住した。イングランドはニュープロビデンス島での出来事を顧みず、襲撃について全く知らなかった。ナッソー総督の後任としてエドワード・バーチが任命されたが、彼がナッソーに到着したときにはそれが放棄された後であったため、彼は委任状を開けることなく帰国せざるを得なかった。
襲撃は1706年に再度行われ、その結果としてニュープロビデンス島に残ったのは間に合わせの家に住む27世帯のみとなった。500人に満たない住民はその後も襲撃に悩まされ、貿易も減少、イングランドからの後任の総督やほかの援助もなかった。バーチは住民が「裸を遮蔽する服」もないのを見ると、委任状も開けずに去った。
1686年にバハマに着て植民地政府に就職したジョン・グレイブズ（John Graves）は1706年にニュープロビデンス島の残り少ない生還者が「小さな家に住み、襲撃されたら森で身を守る」と記述した。